# Rivière de Busnes
La rivière de Busnes est un cours d'eau et un ruisseau français des deux départements du Nord et du Pas-de-Calais, en région Hauts-de-France et en ancienne région Nord-Pas-de-Calais, et un affluent droit de la Lys, donc un sous-affluent du fleuve l'Escaut.

## Géographie
La rivière de Busnes a une longueur de 12,6 km. Elle prend source sur la commune de Lillers à 21 m d'altitude, à l'entrée nord-est près de la RD 916. Après un crochet vers le sud-ouest, elle coule globalement vers le nord-est puis vers le nord,. Elle conflue au nord est de Saint-Venant à 14 m d'altitude. La rivière de Busnes traverse la liaison Canal Dunkerque-Escaut sur la commune de Robecq à 18 m d'altitude près du pont de la route départementale D94, et près du chemin de grande randonnée de Pays Tour de la Lys. 

## Hydronymie
Le nom e la rivière est attesté sous la forme Bulneti fluvius.

### Communes et cantons traversés
La rivière de Busnes traverse les cinq communes dans le sens amont vers aval, dont quatre du département du Pas-de-Calais, suivantes de : Lillers (source), Busnes, Robecq, et Saint-Venant, et celle du département du Nord : Haverskerque (confluence).
La rivière de Busnes prend source dans le canton de Lillers, dans l'arrondissement de Béthune, conflue dans le canton d'Hazebrouck, dans l'arrondissement de Dunkerque, dans les intercommunalités communauté d'agglomération de Béthune-Bruay, Artois-Lys Romane et communauté de communes Flandre Lys.

### Bassin versant
La Rivière de Busnes traverse une seule zone hydrographique « Lys Canalisée de l'écluse numéro 3 Saint Venant à l'écluse numéro 4 Merville » (E363) de 225 km2 de superficie,.

## Affluents
La rivière de Busnes a quatre tronçons affluents référencés :
- le ruisseau des Écussons (rg[note 2]), 1,1 km sur la seule commune de Lillers.
- le canal d'Aire-sur-la-Lys à La Bassée, 39,3 km sur vingt communes avec vingt-trois affluents.
- la Cunette ou Lys (rg), 1,1 km sur la seule commune de Saint-Venant avec un affluent :
  - le ruisseau de Guarbecque, 11,9 km sur six communes et avec cinq affluents.
- un bras de la rivière de Busnes (rd), 0,2 km sur la seule commune de Saint-Venant.

### Rang de Strahler
Le rang de Strahler de la rivière de Busnes est donc de trois par la Cunette.

## Hydrologie
Son régime hydrologique est dit pluvial océanique.